# Museo histórico de Mesa
El Museo histórico de Mesa (en inglés: Mesa Historical Museum) es un museo histórico en la ciudad de Mesa (Arizona), en Arizona, Estados Unidos. Fue inaugurado en 1987 por la Sociedad Histórica Mesa para preservar la historia de esa localidad.
Las exposiciones del museo incluyen una historia completa de Mesa, una réplica de una de las primeras escuelas de adobe de una sola habitación, así como tres salas adicionales de cambio de exposiciones. El museo también tiene una gran colección de maquinaria agrícola histórica.
Los edificios del museo son de hecho los artefactos más grandes del museo.
El museo está abierto todos los días de 10:00 a. m. a 4:00 p. m.